# Wikipedia en esperanto
La Wikipedia en esperanto es una edición de Wikipedia en el idioma esperanto. Comenzada en noviembre de 2001 como la undécima edición de Wikipedia (junto a la versión en euskera)[cita requerida], esta edición sobrepasó los 40 000 artículos en febrero de 2007, y es la vigésima Wikipedia por número de artículos y la más grande escrita en una lengua planificada, con 368 317 entradas de las cuales 239 eran artículos destacados (elstaraj artikoloj) en febrero de 2015.
Según las estadísticas actuales, de los 28 395 usuarios, 18 son administradores y 130 wikipedistas contribuyen de forma regular.

## Fundación
La Wikipedia en esperanto arrancó con 139 artículos provenientes de la Enciklopedio Kalblanda (Enciclopedia de Kalblandia) de Stefano Kalb. El primer artículo se creó el 15 de noviembre de 2000 bajo el título Modernismo. El segundo, bajo el título Magnarencia, el arte de saber.
Con posterioridad, se incorporó bastante material de la "Enciclopedia de Esperanto", una obra de 1934, que recogía información amplia de la historia del movimiento esperantista hasta ese año.

## Críticas

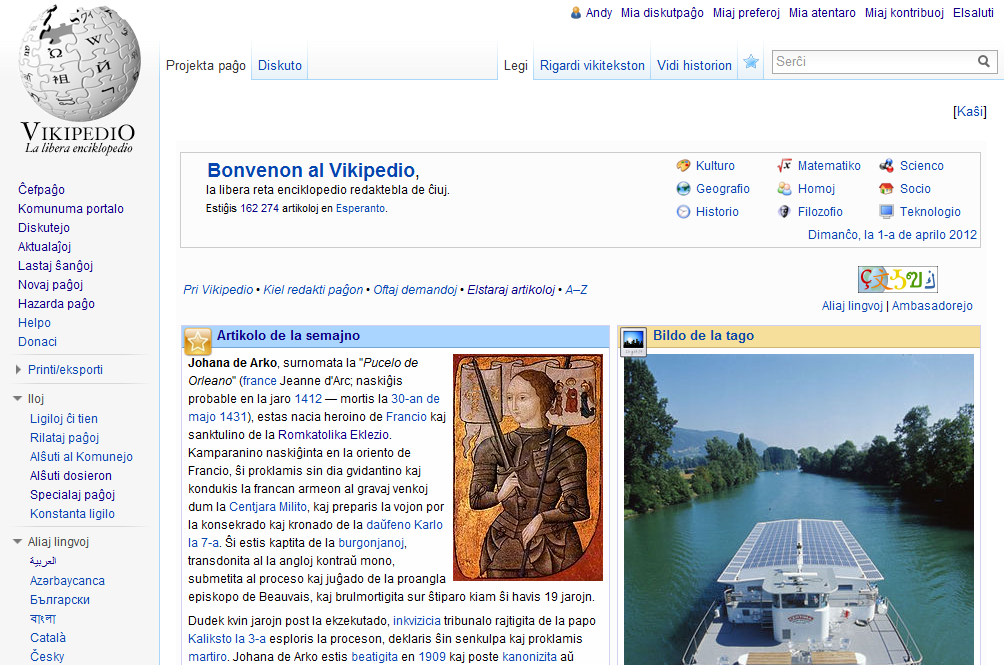
Vikipedio el 1º de abril de 2012

Muchos han hecho notar que la Wikipedia en esperanto tiene carencias especialmente sobre temas científicos. En su momento se criticó que el uso de algunos bots había disparado la cantidad de artículos que son meros esbozos sobre regiones o cuerpos celestes. No obstante, el uso de robots se ha restringido mucho en la actualidad, especialmente después del debate ocasionado por el empleo masivo de dicha técnica en la Wikipedia en volapük.
Por otro lado, es digno de destacar la calidad en otros temas, principalmente los relacionados con lingüística, historia, aves, asteroides, religiones y la región del Cáucaso. Por ejemplo, el artículo en esperanto sobre la guerra civil española es menos completo que el de la versión inglesa o española, pero es parecido o incluso mejor a las versiones en italiano, neerlandés, finlandés, sueco o polaco (cinco idiomas muy destacados en el proyecto Wikipedia). También es muy destacable la cantidad de biografías sobre autores de literatura en español.

## Hitos
- El 5 de diciembre de 2003 Wikipedia en esperanto llega a los 10 000 artículos.
- El 7 de julio de 2006 Wikipedia en esperanto llega a los 50 000 artículos.
- El 15 de junio de 2008 Wikipedia en esperanto llega a los 100 000 artículos.
- El 10 de agosto de 2011 Wikipedia en esperanto llega a los 150 000 artículos.
- El 13 de agosto de 2014 Wikipedia en esperanto llega a los 200 000 artículos.
- El 18 de septiembre de 2018 Wikipedia en esperanto llega a los 250 000 artículos.
- El 20 de julio de 2021 Wikipedia en esperanto llega a los 300 000 artículos.